# Rifugio Scarpa-Gurekian

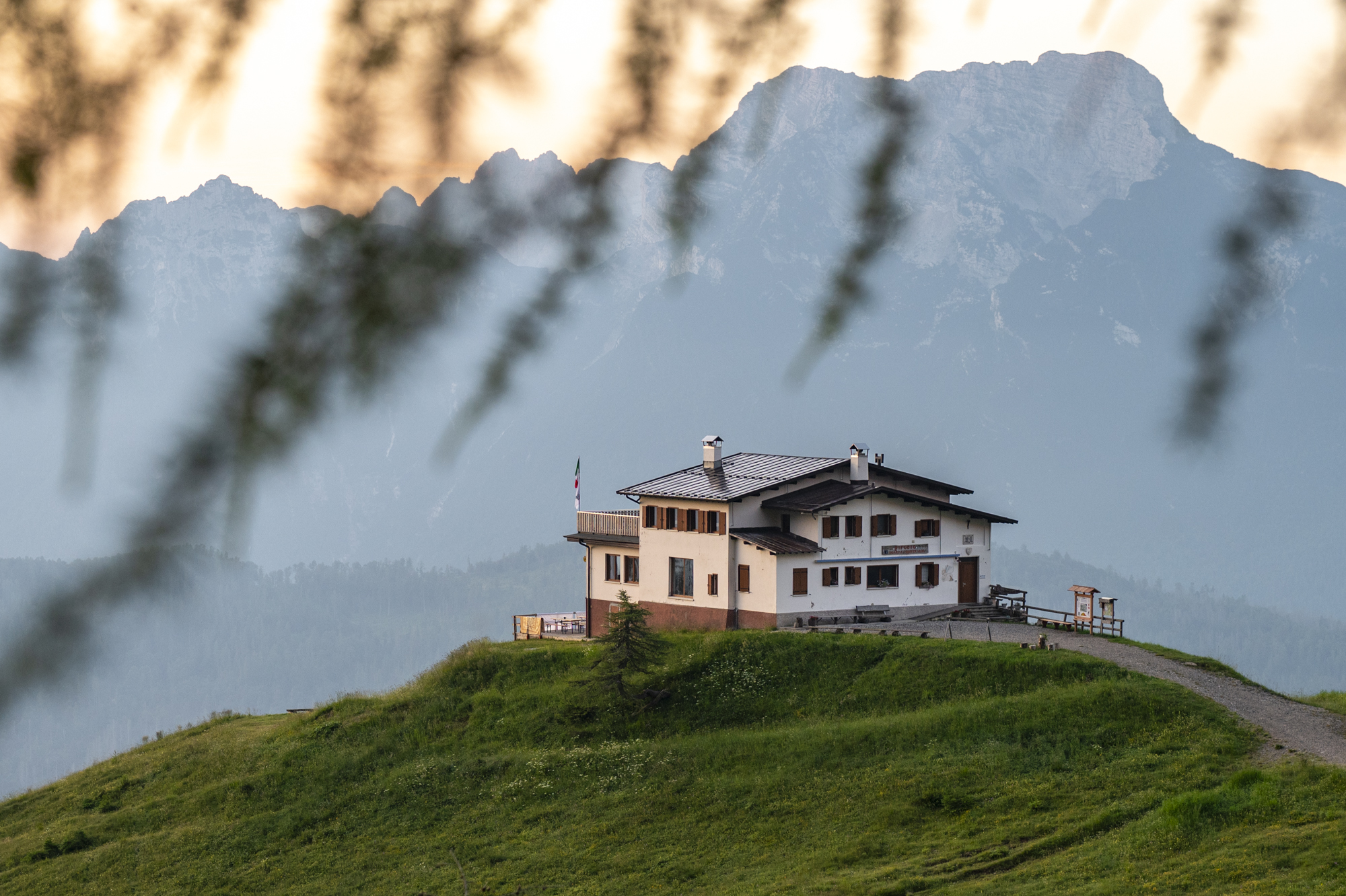
Rifugio SCARPA Agner

Il Rifugio Scarpa-Gurekian è un rifugio alpino localizzato nel gruppo delle Pale di San Martino, sul versante orientale del monte Agner.
Si trova lungo la costa d'Agarei, in comune di Voltago Agordino (provincia di Belluno), nei pressi di malga Losch (utilizzata come ricovero di fortuna con 8 posti letto).

## Storia
Il rifugio deriva dallo chalet di Enrico Scarpa, pittore veneziano appassionato di montagna che nel 1912 restaura una baita preesistente per trasformarla nel suo atelier; lo battezza "Eremo Resele" dedicandolo alla figlia. Quest'ultima, dopo la morte del padre nel 1935, apre lo chalet agli escursionisti convertendolo in rifugio privato. Nel 1956, sulla scia dei VII Giochi olimpici invernali tenuti a Cortina d'Ampezzo, diventa capolinea di una seggiovia con annessa pista da sci.
Nel 1961 Resele Scarpa lascia il rifugio alla sezione CAI di Agordo, presieduta da Ohannés Gurekian, che si occupa di restaurarlo e ampliarlo (l'inaugurazione è del 1967). Nel 1985, morto Gurekian, è stato intitolato anche a quest'ultimo.
Gli ultimi interventi all'edificio sono del 1981-1982 e del 1999.
Dopo la chiusura della seggiovia, nel 2012, il rifugio ha assunto una funzione meramente escursionistica e alpinistica. Nello stesso anno è stato inaugurato il Dolomites Curiosity Observatory, la prima struttura del CAI per l'osservazione astronomica.

## Accessi e itinerari
La via d'accesso più breve è il segnavia 771 che inizia a Frassenè dalla stazione a valle della vecchia seggiovia e percorre la costa d'Agarei (1,5 h); una variante coincide con la vecchia pista da sci dalla località Rafadora. Il sentiero intercetta più volte la tortuosa carrareccia costruita di recente a servizio dei gestori.
In alternativa, si può seguire il percorso 772, una carrozzabile che, sempre da Frassenè, risale la val Domadore fino a malga Luna, dove transita il sentiero 773 diretto al rifugio (2 h). Più lungo l'itinerario da forcella Aurine, che si snoda lungo i segnavia 733 e, dal passo di Luna, 773 (2,5 h).
Il rifugio è il punto di partenza più diretto per la salita alle cime del gruppo Croda Granda-Agner. Sempre da qui iniziano due itinerari naturalistici ad anello: il sentiero "Fabio Miniussi" (4-5 h) e il Troi della Mussaia (3-4 h).
A dieci minuti si trova la falesia degli Spiriti, attrezzata nel 2018 e con vie di difficoltà comprese tra 4c e 7a.